# Església vella de Santa Maria de Merola
L'Església vella de Santa Maria de Merola és una església romànica del lloc de Merola, al municipi de Puig-reig (Berguedà), inclosa en l'Inventari del Patrimoni Arquitectònic de Catalunya, de la qual només se'n conserven restes de difícil identificació.

## Descripció
Església d'una sola nau, amb coberta amb volta de canó i amb un absis semicircular. L'estat ruïnós del conjunt no permet fer una bona valoració de l'estructura d'aquesta església. S'hi conserva una dependència amb volta de quart d'esfera i, a ponent, una finestra de creu. Per a reforçar la volta de la nau s'aixecà un mur amb dues arcades. Al costat s'hi troba una construcció en ruïnes corresponent a l'antiga rectoria. El conjunt és emplaçat en un petit promontori perfectament situat que domina la vall de la riera de Merola.

## Història
L'Església de Merola és esmentada a l'Acta de Consagració de la Seu d'Urgell. El Monestir de Sant Llorenç prop Bagà, tenia masos en el terme de Merola cap al 961-983. Una família noble senyorejava el Castell de Merola cap als segles xi i xii i feu importants donacions a la Portella. Aviat aquesta zona es vinculà al Monestir de Santa Maria de Serrateix (segle xi), fins que al construir-se la nova església parroquial, aquesta quedà vinculada a Sant Martí de Puig-reig.
La primera notícia del lloc data del 983 quan figura com una de les propietats del Monestir de Sant Llorenç prop Bagà, però en el terme parroquial també hi tenien propietats el Monestir de Santa Maria de Serrateix i els vescomtes del Berguedà. L'any 1050 és documentada l'església, que fou afavorida amb deixes testamentàries.
Al segle xiii es va esculpir una talla de fusta romànica que es va perdre durant la Guerra Civil. L'església fou parroquial del lloc i del terme casteller (domini dels Berga i posteriorment del Rei) fins que l'any 1609 fou abandonada a causa del mal estat en què es trobava i es va construir la nova església parroquial.